# Hängeeisen

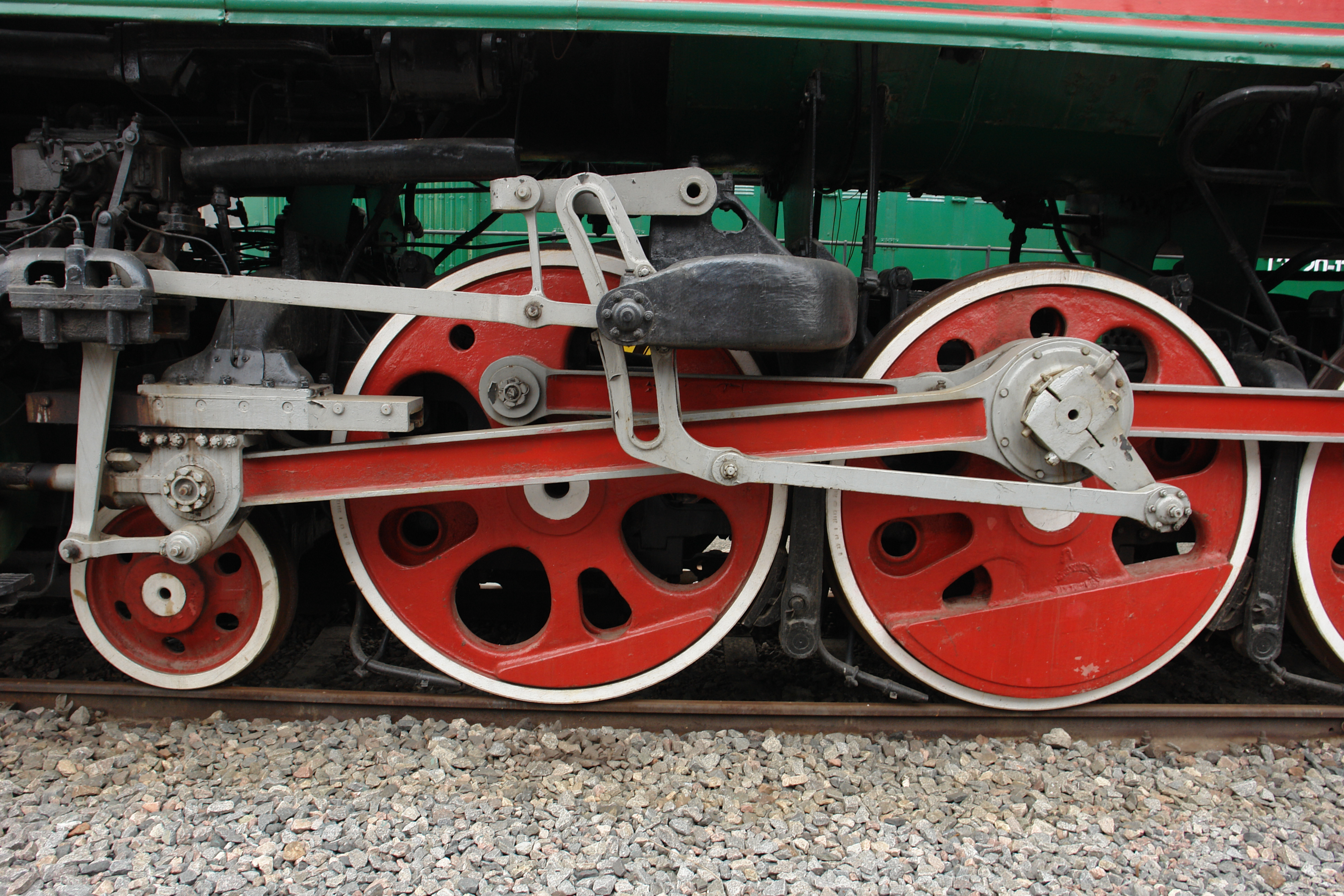
Hängeeisen (senkrechte Stellung neben der Schwinge mit silberner Farbe) der П36 0251

Prinzipdarstellung einer Heusinger-Steuerung mit Hängeeisen

Das Hängeeisen ist ein Teil der äußeren Kulissensteuerung einer Dampflokomotive, von deren Klassifikation die bekannteste als Heusinger-Steuerung ausgeführt worden ist.

## Anwendung und Zweck
Ein Hängeeisen überträgt die Bewegung vom Aufwerfhebel und damit von der Lokomotivsteuerung auf die Schieberschubstange der Heusinger-Steuerung. Dabei erkennt man auf dem Bild, dass durch Bewegung des Aufwerfhebels die innen in der doppelt ausgeführten Schwinge geführte Schieberschubstange gehoben oder gesenkt und somit die Füllung bzw. die Fahrtrichtung der Lokomotive verändert wird. Das Hängeeisen führt die Schieberschubstange und führt dabei im Fahrbetrieb bei ausgelegter Steuerung eine Pendelbewegung aus. Für eine leichte Regulierung des Steuerungsrades ist ein leichter Gang zu gewährleisten. 
Auf der Skizze erkennt man die klassische Ausbildung der Steuerung der Schieberschubstange mit Hängeeisen. Es gibt aber auch andere Methoden zur Übertragung der Bewegung der Schieberschubstangen. Bekannt ist die Variante mit Kuhnscher Schleife. Die klassische Steuerung der Schieberschubstange mit Hängeeisen wurde bevorzugt bei Schlepptenderlokomotiven mit vorrangiger Vorwärtsfahrt verwendet. Bei Lokomotiven, die in beiden Fahrtrichtungen vergleichbare Laufeigenschaften  und Leistungen erreichen sollen, das betrifft häufig Tenderlokomotiven, wurden statt der Hängeeisen Kuhnsche Schleifen verwendet, um ein gleichmäßiges Steinspringen und damit eine gleiche Dampfverteilung bei Vor- bzw. Rückwärtsfahrt zu erreichen.